# Acacia subulata
Acacia subulata é uma espécie de leguminosa do gênero Acacia, pertencente à família Fabaceae.